# Рамазанов, Мурад Абдурагимович
Мурад Абдурагимович Рамазанов (16 октября 1995, Махачкала, Дагестанская АССР, РСФСР, СССР) — российский боец смешанного стиля, представитель средней весовой категории. Выступает на профессиональном уровне начиная с 2014 года, известен по участию в турнирах бойцовских организаций ONE Championship. Мастер спорта России по смешанным боевым единоборствам .

## Карьера
Он происходил из семьи среднего класса в столице Дагестана — Махачкале, где его отец вел успешный обувной бизнес, а мать ухаживала за ним и его братьями и сестрами. В спорт он пришел только в 12 лет, уступив настояниям отца. Отец Мурада был поклонником борьбы, придя в секцию, парень тут же влюбился в этот вид спорта. Уже в 16 лет Рамазанов пришел в Dagestan Fighter и сразу понял, что нашел свое место. Потенциал молодого бойца заметил тренер Мансур Учакаев.
После установления любительского рекорда 5:0, в 2014 году Рамазанов начал свой профессиональный ММА. Он выступал в рамках различных промоушенов, таких как Professional Fighting Championship (ProFC), Fight Nights Global (ныне: AMC Fight Nights) и Gorilla Fighting Championship (ныне: Eagle FC), после того как его рекорд был 8–0, он подписал контракт с ONE Championship.
В своем дебютном бою 28 февраля 2020 года Рамазанов встретился с Бэ Мён Хо на турнире ONE: King of the Jungle. Он выиграл бой техническим нокаутом в первом раунде
30 октября 2020 года стало известно, что Рамазанов встретится с Хироюки Тэцукой бой состоялся 13 ноября 2020 года на ONE: Inside the Martix 3 . Он выиграл бой единогласным решением судей.
В декабре 2020 года в финале чемпионата России по грэпплингу в городе Шали победил Рамазана Шихшабекова.
3 декабря 2021 года стало известно, что Рамазанов встретится с бывшим чемпионом мира ONE Championship в полусреднем весе Себастьяном Кадестамом 17 декабря 2021 года на ONE: Winter Warriors II. Он выиграл бой единогласным решением судей.
Рамазанов должен был встретиться с бывшим претендентом на звание чемпиона мира ONE Championship в среднем весе Кеном Хасэгавой 11 февраля 2022 года на турнире ONE: Bad Blood. Тем не менее, Хасэгава снялся с боя из-за травмы, и бой был отменен.
Рамазанов должен встретиться с бывшим чемпионом KSW в полусреднем и среднем весе Роберто Солдичем 3 декабря 2022 года на ONE on Prime Video 5.

## Статистика ММА
| Боёв 16         | Побед 13 | Поражений 2 |
| --------------- | -------- | ----------- |
| Нокаутом        | 5        | 1           |
| Сдачей          | 4        | 0           |
| Решением        | 4        | 1           |
| Не состоявшихся | 1        | 1           |

| Результат    | Рекорд   | Соперник               | Способ                                        | Турнир                                       | Дата             | Раунд | Время | Место                  | Примечание                |
| ------------ | -------- | ---------------------- | --------------------------------------------- | -------------------------------------------- | ---------------- | ----- | ----- | ---------------------- | ------------------------- |
| Поражение    | 12-2 (1) | Шамиль Мусаев          | Решением (единогласным)                       | PFL 9: сезон 2024                            | 23 августа 2024  | 3     | 5:00  | Вашингтон, США         |                           |
| Поражение    | 12-1 (1) | Шамиль Мусаев          | Техническим нокаутом (удары)                  | PFL 6: сезон 2024                            | 28 июня 2024     | 2     | 1:51  | Су-Фолс, США           |                           |
| Победа       | 12-0 (1) | Лауреано Старополи     | Сабмишном (удушение сзади)                    | PFL 3: сезон 2024                            | 19 апреля 2024   | 1     | 4:06  | Чикаго, США            |                           |
| Не состоялся | 11-0 (1) | Роберто Солдич         | Без результата (случайный удар коленом в пах) | ONE on Prime Video 5                         | 3 декабря 2022   | 1     | 2:01  | Пасай, Филиппины       |                           |
| Победа       | 11-0     | Себастьян Кадестам     | Решением (единогласным)                       | ONE: Победаter Warriors II                   | 17 декабря 2021  | 3     | 5:00  | Каланг, Сингапур       |                           |
| Победа       | 10-0     | Хироюки Тэцука         | Решением (единогласным)                       | ONE Championship: Inside the Martix 3        | 13 ноября 2020   | 3     | 5:00  | Каланг, Сингапур       |                           |
| Победа       | 9-0      | Бэ Мён Хо              | Техническим нокаутом (удары)                  | ONE Championship: King of the Jungle         | 28 февраля 2020  | 1     | 4:53  | Каланг, Сингапур       |                           |
| Победа       | 8-0      | Фаршид Голами          | Сабмишном (удушение гильотиной)               | GFC 22                                       | 13 декабря 2019  | 2     | 2:07  | Краснодар, Россия      | Возвращение в средний вес |
| Победа       | 7-0      | Нурсултон Рузибоев     | Решением (единогласным)                       | Gorets FC: For the Prizes of V.Volotov       | 6 июля 2019      | 3     | 5:00  | Дагестан, Россия       |                           |
| Победа       | 6-0      | Улугбек Осканов        | Сабмишном (удушение сзади)                    | Fight Nights Global 93: Mytyshchi Cup        | 26 апреля 2019   | 2     | 3:18  | Мытищи, Россия         | Дебют в полусреднем весе  |
| Победа       | 5-0      | Руслан Хасханов        | Сабмишном (удушение сзади)                    | ProFC 63                                     | 10 сентября 2017 | 2     | 2:20  | Ростов-на-Дону, Россия | Дебют в среднем весе      |
| Победа       | 4-0      | Макамагомед Хайруллаев | Нокаутом (удар)                               | CSDF Federation 1                            | 12 сентября 2014 | 1     | 0:20  | Пятигорск, Россия      | Бой в полулегком весе.    |
| Победа       | 3-0      | Хикмет Абдулаев        | Техническим нокаутом (удары)                  | Severo-Kavkazsky Federal Okrug Championships | 30 августа 2014  | 1     | 2:14  | Ставрополь, Россия     |                           |
| Победа       | 2-0      | Хизри Магомедов        | Техническим нокаутом (удары)                  | Khasavyurt Fight: Dagestan MMA Open Cup 2014 | 21 июня 2014     | 2     | N/A   | Дагестан, Россия       |                           |
| Победа       | 1-0      | Салман Салимханов      | Решением (единогласным)                       | Moscow Open Pankration Cup 2014              | 22 февраля 2014  | 2     | 5:00  | Москва, Россия         | Дебют в лёгком весе       |